# Selaginella doederleinii
Selaginella doederleinii är en mosslummerväxtart som beskrevs av Georg Hans Emmo Emo Wolfgang Hieronymus. Selaginella doederleinii ingår i släktet mosslumrar, och familjen mosslummerväxter. Utöver nominatformen finns också underarten S. d. opaca.